# Obscured by Clouds
| Recensione       | Giudizio |
| ---------------- | -------- |
| AllMusic         |          |
| Robert Christgau | C        |
| Piero Scaruffi   | [ 4 ]    |
| Rolling Stone    |          |

Obscured by Clouds è il settimo album in studio  del gruppo musicale britannico Pink Floyd, pubblicato il 3 giugno 1972 nel Regno Unito e il 15 giugno negli Stati Uniti; è una raccolta di brani scritti appositamente per la colonna sonora del film La Vallée, del regista francese Barbet Schroeder. Dal disco è stato estratto come unico singolo Free Four, il primo dai tempi di See Emily Play del 1967 a essere trasmesso con una certa regolarità dalle radio statunitensi.

## Storia
Il regista aveva già impiegato il gruppo per la colonna sonora del suo primo film, More, del 1969, e commissionò loro anche quella per quest'altro, La Vallée, all'inizio del 1972, mentre il gruppo era già impegnato a comporre il successivo album The Dark Side of the Moon, del quale una prima versione era già stata presentata dal vivo, a metà febbraio di quell'anno, con quattro repliche al Rainbow Theatre di Londra. Il gruppo, da canto suo, dopo il successo della precedente colonna sonora, fu ben d'accordo a fare un'altra colonna sonora per Schroeder.
I brani vennero ideati in due settimane guardando i premontati del film. Il titolo dell'album venne ispirato dall'ambientazione stessa del film, girato in una zona della Nuova Guinea caratterizzata da nuvole talmente dense da renderla irraggiungibile.
Poco prima della pubblicazione dell'album, i Pink Floyd ebbero una disputa con Les Films du Losange, la casa produttrice del film fondata dallo stesso Schroeder, da cui la decisione di intitolare il disco Obscured by Clouds, con riferimento alla trama, e non come il titolo del film, citando questo solo sul retro copertina. La pellicola, al contrario, fu in seguito distribuita anche col doppio titolo La vallée / Obscured by Clouds proprio con l'intento di associarla sia all'album che al gruppo, che nel frattempo era giunto al culmine della propria fama internazionale.
Schroeder utilizzò di fatto ben poco dell'album per il film in quanto, eccettuati la title track (che ricopre per intero i titoli di testa ed è ripresa brevemente in coda) e l'altro brano strumentale, Absolutely Curtains, che accompagna la scena finale, degli altri brani non compaiono che frammenti di pochi secondi, usati sempre in modo diegetico (cioè come parte del mondo narrato e quindi uditi dai personaggi come, ad esempio, la musica diffusa da una radio). Il film, per il resto, è privo di commento musicale.

## Produzione
Le registrazioni si concentrarono nell'ultima settimana di febbraio, presso gli Strawberry Studios di Château d'Hérouville, a nord di Parigi, dal 23 al 29 febbraio: subito dopo la band partì per un tour in Giappone; al ritorno, l'album fu missato ai Morgan Studios di West Hampstead a Londra. I quattro musicisti si chiusero in studio per una settimana lavorando a tempo pieno e, grazie alla libertà creativa che una colonna sonora offriva rispetto ad un qualsiasi album in studio, il gruppo riuscì a mettere insieme, oltre ad alcuni brani strumentali, anche alcune canzoni.

## Copertina
In copertina compare un fotogramma del film fuori fuoco; venne ideata e realizzata da Storm Thorgerson dello studio Hipgnosis il quale, poco ispirato dalle immagini del film, mentre cercava di far funzionare un proiettore ne causò accidentalmente lo spostamento delle lenti e l'immagine che in quel momento stava venendo proiettata (cioè un uomo seduto su un albero attraverso il quale filtrava la luce solare) venne sfocata; il risultato gli sembrò adatto ai primi lavori psichedelici del gruppo e decise di proporla per la copertina. In Turchia l'album ebbe una versione con una copertina diversa raffigurante una foto dei Queen durante un concerto.

## Tracce
Lato A
1. Obscured by Clouds – 3:02 (musica: Roger Waters, David Gilmour)
2. When You're In – 2:22 (musica: Roger Waters, David Gilmour, Richard Wright, Nick Mason)
3. Burning Bridges – 3:24 (Richard Wright, Roger Waters)
4. The Gold It's in the... – 3:00 (David Gilmour, Roger Waters)
5. Wot's... Uh the Deal – 5:03 (David Gilmour, Roger Waters)
6. Mudmen – 4:16 (musica: Richard Wright, David Gilmour)

Lato B
1. Childhood's End – 4:27 (David Gilmour)
2. Free Four – 4:07 (Roger Waters)
3. Stay – 3:58 (Richard Wright, Roger Waters)
4. Absolutely Curtains – 5:49 (musica: Roger Waters, David Gilmour, Richard Wright, Nick Mason)

## Brani
- Obscured By Clouds: Il primo brano è uno strumentale che venne suonato spesso dal vivo tra il 1972 e il ’1973.[10][9]

- You’re In: Un altro brano strumentale.[10][9]

- Burning Bridges: È il primo pezzo cantato;[10] venne scritto da Wright e Waters e cantato da Wright con Gilmour.[9]

- The Gold It’s In The…: È un pezzo rock con una ritmica quasi blues e qualche accenno Glam rock, allora di moda.[10]

- Wot’s Uh the Deal: È una ballata che sarà ripresa negli anni 2000 da Gilmour nei suoi concerti da solista.[10]

- Mudmen: È un altro brano strumentale.[10]

- Childhood’s End: Il titolo riprende quello di un romanzo fantascientifico di Arthur C. Clarke anche se il testo non fa riferimento al romanzo.[10]

- Free Four; È una canzone con un andamento quasi country che venne scelta come singolo che ebbe un certo successo negli USA venendo diffusa alla radio frequentemente, diversamente dal solito per i brani del gruppo dell’epoca, ha un suono abbastanza peculiare per la band.[10]

- Stay: È una ballata cantata da Richard Wright.[10]

- Absolutely Curtains: È il brano che accompagna la scena finale del film.[10]

## Formazione
- David Gilmour – chitarra, voce
- Roger Waters – basso, voce
- Richard Wright – tastiera, voce
- Nick Mason – batteria, batteria elettronica (traccia 1)

## Classifiche
| Classifica (2021) | Posizione massima |
| ----------------- | ----------------- |
| Grecia            | 14                |